# Bush (paysage)
Pour les articles homonymes, voir Bush.

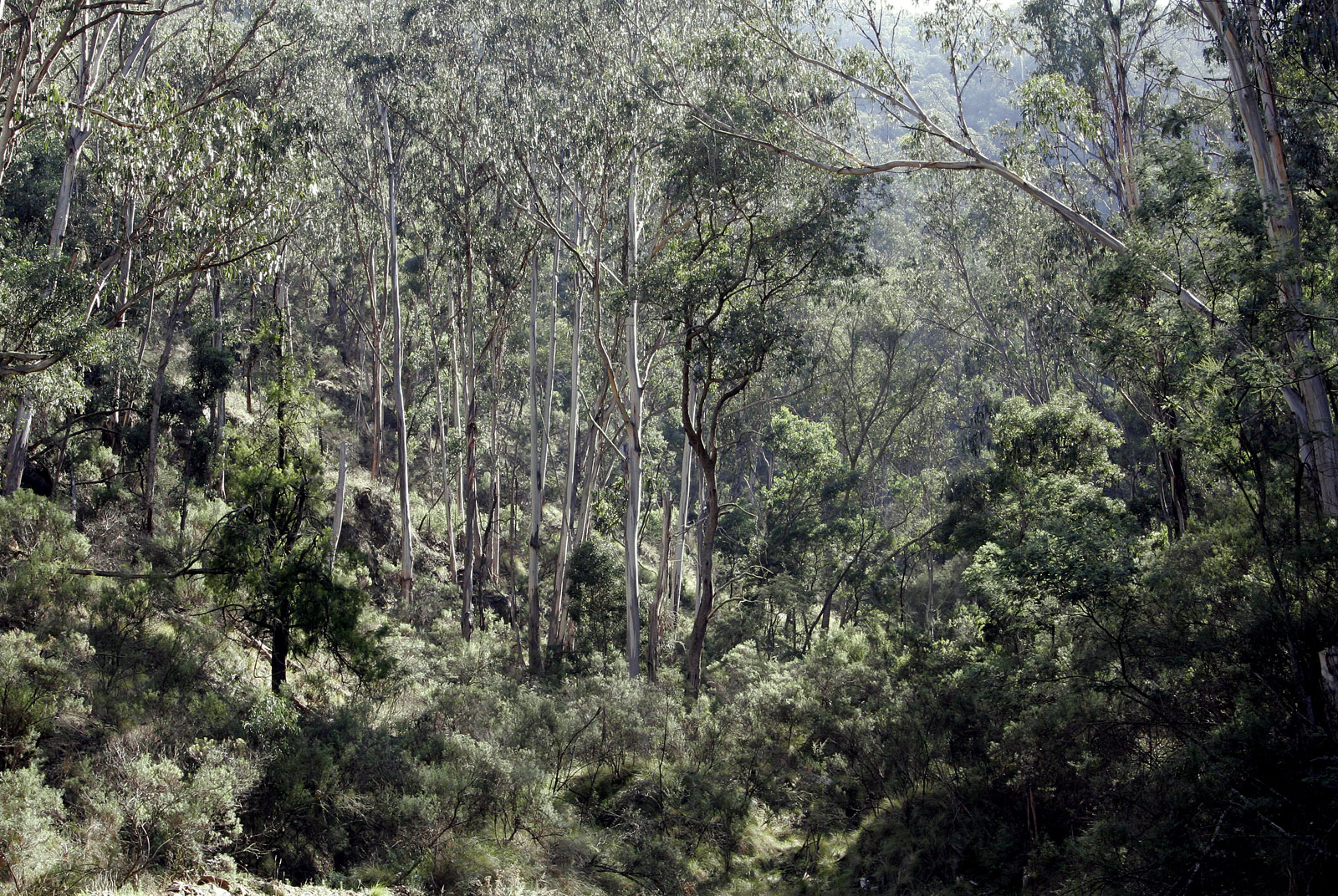
Un paysage de bush, Victoria, Australie.

Le terme anglophone bush est utilisé en géographie rurale pour désigner des arrière-pays peu habités de savane arbustive ou de forêts, bois et broussailles, formant une buissonnaie sclérophylle généralement peu dense, présente en Afrique orientale et australe, à Madagascar, à La Réunion, en Australie et dans les contrées semi-arides d'Amérique du Nord. Utilisé notamment en Australie (bush australien) et en Nouvelle-Zélande, ce terme est plus particulièrement utilisé pour l'écozone australasienne, mais aussi en Afrique du Sud bien que le terme le plus précis soit fynbos. Il correspond au français brousse.

## Australie

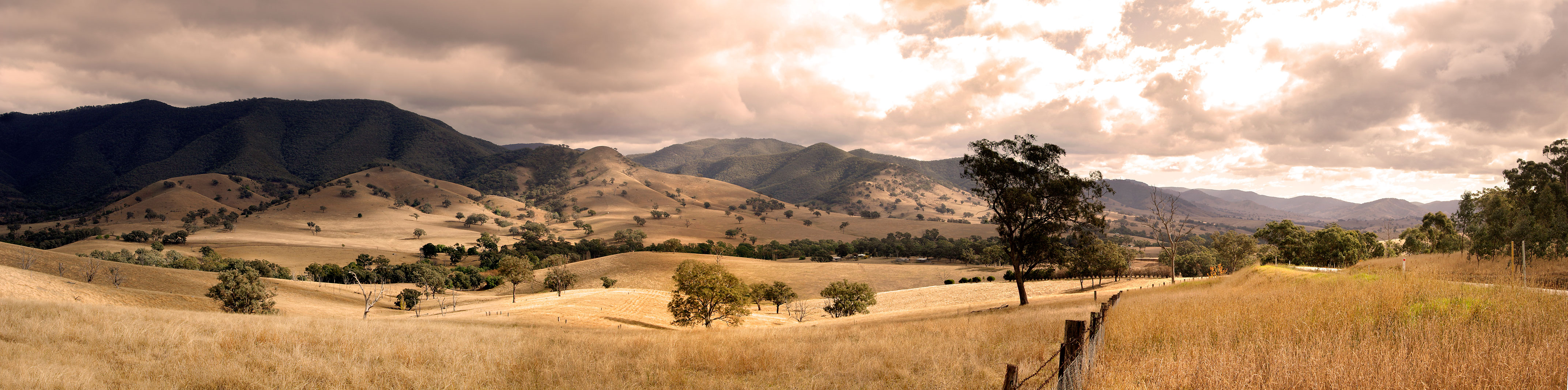
Une vue panoramique d'un paysage typique du bush, collines et pâturages depuis Connors Hill, près de Swifts Creek, Victoria.

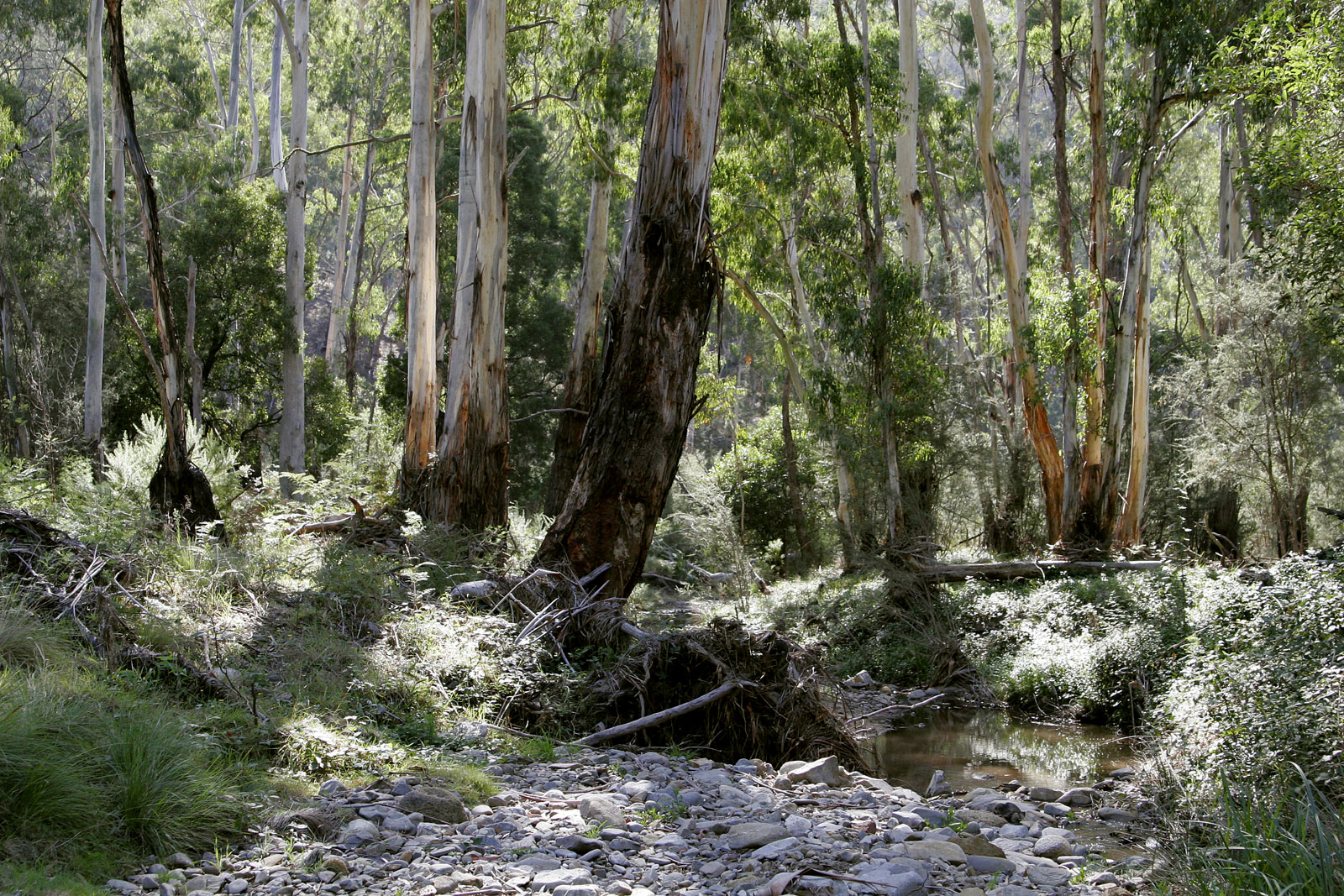
Un autre type de bush

En Australie, le terme peut englober les aires agricoles et les petits groupements humains dans les régions faiblement peuplées. Il ne constitue alors plus qu'une simple distinction entre paysage rural et paysage urbain. Quand on évoque le bush australien, on évoque souvent les aborigènes qui ont réussi à s'adapter à cet environnement hostile. En plus d'une végétation éparse, le bush est caractérisé par une faible densité animale.
Le bush inclut également l'outback, terres semi-arides et sauvages du centre du pays quasiment inoccupées en dehors de leurs marges.

## Nouvelle-Zélande

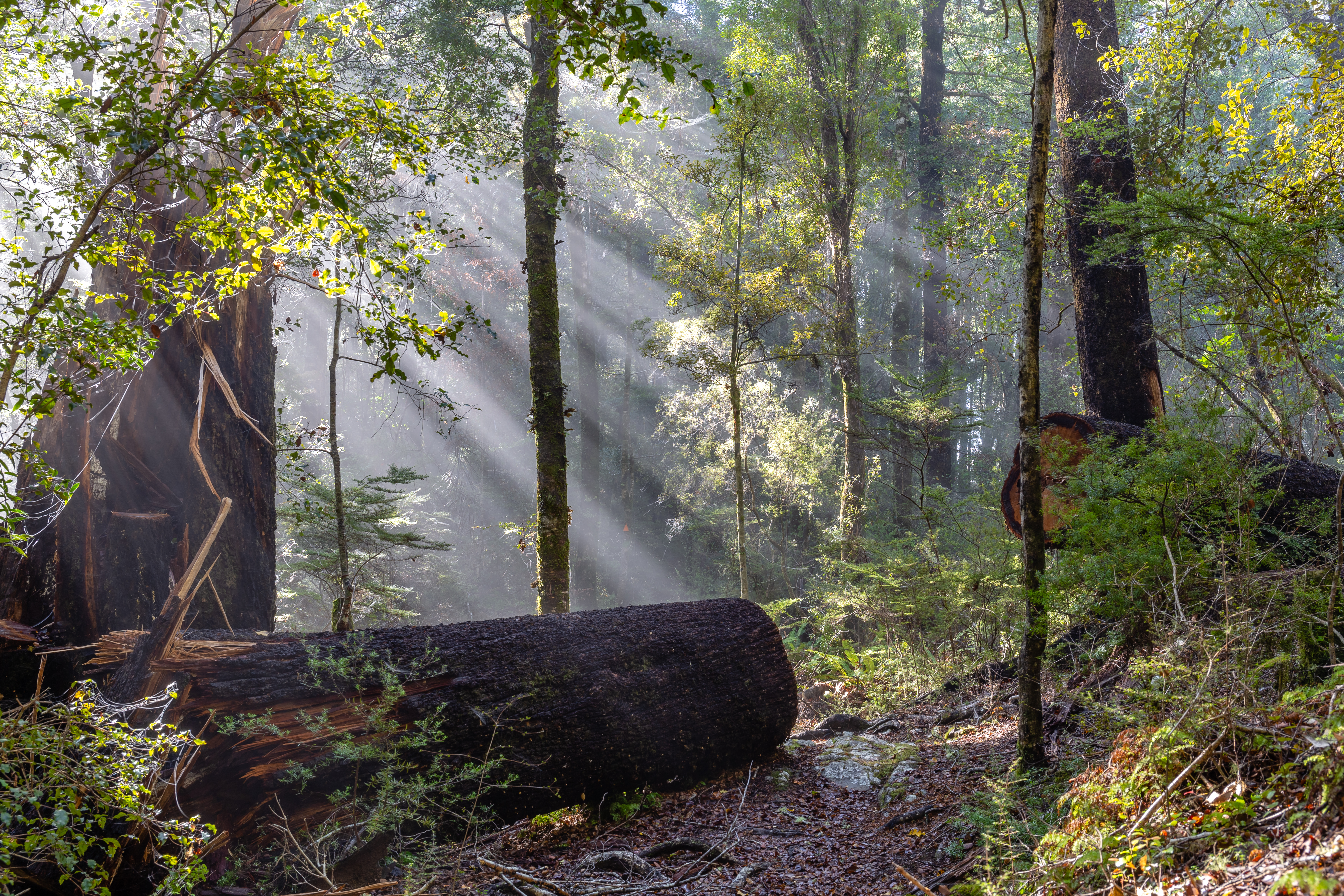
Paysage de bush vers Bryant Range sur l'île du Sud en Nouvelle Zélande.

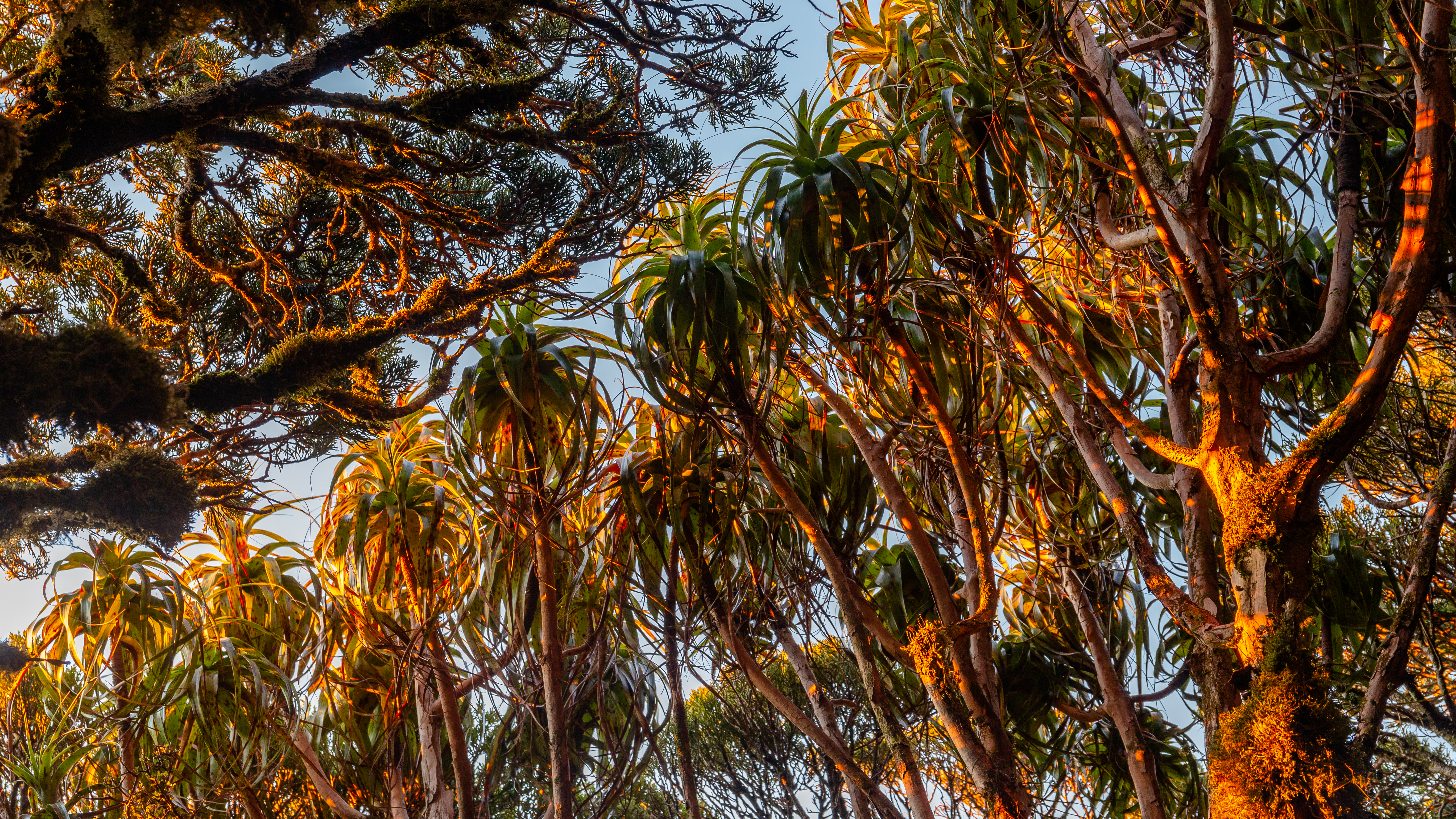
Canopée du bush dans la West Coast (région) en Nouvelle-Zélande. Juin 2020.

En Nouvelle-Zélande, le terme est spécifique à d'autres régions peu peuplées, les vastes forêts de l'ouest de l'île du Sud et celles de l'est de l'île du Nord. 
Ces paysages sont couramment opposés aux plaines côtières et aux hauts plateaux de tussacks.

## Alaska
Le bush de l'Alaska constitue une région de l'État de l'Alaska.
Cette région qui recoupe un biome de prairies, savanes et brousses tempérées est inaccessible par des moyens courants, les moyens pour l'atteindre sont souvent l'hélicoptère ou le bateau.
On distingue deux sous-régions: le Bush Hub et le Bush Village.

## Nouvelle-Calédonie
En Nouvelle-Calédonie, le terme bush est utilisé également. Le terme brousse désigne plus communément l'intérieur de la Nouvelle-Calédonie hors région de Nouméa, les habitants sont appelés broussards. Une bande dessinée localement très connue s'appelle d'ailleurs La Brousse en folie, elle relate la vie de ces résidents de l'intérieur.

## Langage courant
L'expression anglaise « to go bush » est un équivalent du français « revenir aux sources ». Ce terme est utilisé pour désigner les gens qui vivent « à la sauvage » mais également pour les fugitifs tentant d'échapper à la police, ce qui équivaut à « prendre le maquis ».
Le terme australien bushwhacker est utilisé pour désigner quelqu'un passant son temps dans le bush, un équivalent à « broussard ».